# Liste des députés des départements français d'Allemagne
Cette page liste l'ensemble des députés français élus des anciens départements français d'Allemagne.
- Haut – A
- B
- C
- D
- E
- F
- G
- H
- I
- J
- K
- L
- M
- N
- O
- P
- Q
- R
- S
- T
- U
- V
- W
- X
- Y
- Z

## A
- Amandus Augustus Abendroth (en)

## B
- Jacques Jean Bouget

## D
- Guillaume Henri Dern
- Germain Doorman

## F
- François Ignace Antoine Fiesse

## G
- Bernard François Joseph Gerolt
- Georg Gröning (de)
- Adolphe Otto de Grotte

## H
- Jean-Jacques Joseph d'Ham
- Andreas Joseph Hofmann (en)
- Jean Philippe Christophe Léopold Horn

## J
- Jean Frédéric Jacobi
- Jean François Jenisch

## K
- Clément Auguste De Ketteler (de)

## L
- Chrétien Joseph Lintz

## M
- Franz Konrad Macké
- Werner de Meding

## N
- Christophe Philippe Bernard Hugues Nell

## O
- Henri Guillaume Mathias Olbers
- Guillaume Ostermeyer

## P
- Matthias Goswin Pelzer (de)
- Charles Louis Adolphe Petersen

## Q
- Louis Maximilien Rigal

## S
- Joseph Maria Franz Anton Hubert Ignaz Salm-Dyck
- Jean André Saur
- Fortuné Charles Guillaume Sturtz
- Christian David Sturtz (de)
- Heinrich David Stüve (de)

## V
- André Honesta Pierre Van Recum
- Charles Rodolphe Bernard Von Arnim
- Frédéric Henri Von Der Leyen